# Élections présidentielles sous la Cinquième République dans le Puy-de-Dôme
Depuis l'adoption de la Constitution de la Cinquième République française en 1958, dix élections présidentielles ont eu lieu afin d'élire le président de la République. Cette page présente les résultats de ces élections dans le Puy-de-Dôme.

## Synthèse des résultats du second tour
Jusqu'en 2002, le Puy-de-Dôme vote dans la tendance nationale. À partir de 2007, le département s'oriente à gauche en plaçant Ségolène Royal en tête du second tour (53,96 %). La tendance se confirme en 2012 où François Hollande obtient près de 9 points de plus que Nicolas Sarkozy. En 2017, Emmanuel Macron obtient 5 points de plus qu'au niveau national.
| année | Répartition des exprimés | Répartition des exprimés | Participation (% des inscrits) | Blancs ou nuls (% des votants) |

| 2022 | Emmanuel Macron (60,16 %) (France : 66,10 %) | Marine Le Pen (39,84 %) (France : 41,45 %) | 75,12 % (France : 71,99 %) | 8,19 % (France : 6,23 %) |

| 2017 | Emmanuel Macron (71,34 %) (France : 66,10 %) | Marine Le Pen (28,66 %) (France : 33,90 %) | 77,21 % (France : 77,77 %) | 2,39 % (France : 2,47 %) |

| 2012 | François Hollande (60,47 %) (France : 51,64 %) | Nicolas Sarkozy (39,53 %) (France : 48,36 %) | 84,07 % (France : 80,35 %) | 2,18 % (France : 5,82 %) |

| 2007 | Nicolas Sarkozy (46,04 %) (France : 53,06 %) | Ségolène Royal (53,96 %) (France : 46,94 %) | 87,03 % (France : 83,97 %) | 1,63 % (France : 4,20 %) |

| 2002 | Jacques Chirac (87,05 %) (France : 82,21 %) | J.-M. Le Pen (12,95 %) (France : 17,79 %) | 74,63 % (France : 79,71 %) | 4,43 % (France : 3,38 %) |

| 1995 | Jacques Chirac (51,12 %) (France : 52,64 %) | Lionel Jospin (48,88 %) (France : 47,36 %) | 81,57 % (France : 78,38 %) | 3,45 % (France : 2,81 %) |

| 1988 | François Mitterrand (54,88 %) (France : 54,02 %) | Jacques Chirac (45,12 %) (France : 45,98 % %) | 82,45 % (France : 81,35 %) | 2,42 % (France : 2,00 %) |

| 1981 | François Mitterrand (51,93 %) (France : 51,76 %) | Valéry Giscard d'Estaing (48,07 %) (France : 48,24 %) | 82,95 % (France : 81,09 %) | 1,34 % (France : 1,62 %) |

| 1974 | Valéry Giscard d'Estaing (52,19 %) (France : 50,81 %) | François Mitterrand (47,81 %) (France : 49,19 %) | 85,23 % (France : 84,23 %) | 0,69 % (France : 0,92 %) |

| 1969 | Georges Pompidou (60,11 %) (France : 58,21 %) | Alain Poher (39,89 %) (France : 41,79 %) | 76,01 % (France : 77,59 %) | 1,13 % (France : 1,29 %) |

| 1965 | Charles de Gaulle (51,72 %) (France : 55,20 %) | François Mitterrand (48,28 %) (France : 44,80 %) | 82,52 % (France : 84,75 %) | 0,85 % (France : 1,01 %) |

|  | ▲ |

## Résultats détaillés par scrutin

### 2022
| Candidats                | Candidats                | Partis                   | Premier tour | Premier tour | Second tour | Second tour |
| Candidats                | Candidats                | Partis                   | Voix         | %            | Voix        | %           |
| ------------------------ | ------------------------ | ------------------------ | ------------ | ------------ | ----------- | ----------- |
|                          | Emmanuel Macron          | LREM                     | 100 134      | 28,00        | 188 468     | 60,16       |
|                          | Marine Le Pen            | RN                       | 78 182       | 21,86        | 124 825     | 39,84       |
|                          | Jean-Luc Mélenchon       | LFI                      | 74 534       | 20,84        |             |             |
|                          | Éric Zemmour             | REC                      | 20 624       | 5,77         |             |             |
|                          | Valérie Pécresse         | LR                       | 17 352       | 4,85         |             |             |
|                          | Yannick Jadot            | EELV                     | 17 029       | 4,76         |             |             |
|                          | Jean Lassalle            | RES                      | 16 136       | 4,51         |             |             |
|                          | Fabien Roussel           | PCF                      | 12 713       | 3,56         |             |             |
|                          | Anne Hidalgo             | PS                       | 8 216        | 2,30         |             |             |
|                          | Nicolas Dupont-Aignan    | DLF                      | 6 922        | 1,94         |             |             |
|                          | Philippe Poutou          | NPA                      | 3 189        | 0,89         |             |             |
|                          | Nathalie Arthaud         | LO                       | 2 556        | 0,71         |             |             |
|                          |                          |                          |              |              |             |             |
| Votes valides            | Votes valides            | Votes valides            | 357 587      | 97,37        | 313 293     | 89,09       |
| Votes blancs             | Votes blancs             | Votes blancs             | 6 938        | 1,89         | 27 807      | 7,91        |
| Votes nuls               | Votes nuls               | Votes nuls               | 2 709        | 0,74         | 10 552      | 3,00        |
| Total                    | Total                    | Total                    | 367 234      | 100          | 351 652     | 100         |
| Abstention               | Abstention               | Abstention               | 100 869      | 21,55        | 116 492     | 24,88       |
| Inscrits / participation | Inscrits / participation | Inscrits / participation | 468 103      | 78,45        | 468 144     | 75,12       |

### 2017
Le premier tour de l'élection présidentielle de 2017 voit s'affronter onze candidats. Emmanuel Macron arrive en tête devant Marine Le Pen et tous deux se qualifient pour le second tour. Néanmoins, avec François Fillon et Jean-Luc Mélenchon, les scores des quatre candidats ayant recueilli le plus de voix sont serrés (4,43 points entre le 1er et le 4e). Pour la première fois, aucun des candidats des deux partis politiques pourvoyeurs jusque-là des présidents de la Ve République, n'est présent au second tour. Celui-ci se tient le dimanche 7 mai et se solde par la victoire d'Emmanuel Macron, avec un total de 20 753 798 bulletins de vote en sa faveur, soit 66,10 % des suffrages exprimés, face à la candidate du Front national, qui recueille 33,90 %. Le scrutin est néanmoins marqué par une forte abstention et par un record de votes blancs ou nuls.
Dans le Puy-de-Dôme, Emmanuel Macron arrive en tête du premier tour avec 27,15 % des exprimés, suivi de Jean-Luc Mélenchon (21,99 %), Marine Le Pen (17,68 %), François Fillon (16,39 %) et Benoît Hamon (7,24 %). Au second tour, les électeurs ont voté à 71,34 % pour Emmanuel Macron contre 28,66 % pour Marine Le Pen avec un taux de participation de 77,21 % des inscrits.
|             | EM          | Emmanuel Macron       | 96 797  | 27,15 %    | 219 437 | 71,34 %    |  |  |
|             | LFi         | Jean-Luc Mélenchon    | 78 417  | 21,99 %    |         |            |  |  |
|             | FN          | Marine Le Pen         | 63 030  | 17,68 %    | 88 155  | 28,66 %    |  |  |
|             | LR          | François Fillon       | 58 432  | 16,39 %    |         |            |  |  |
|             | PS          | Benoît Hamon          | 25 814  | 7,24 %     |         |            |  |  |
|             | DlF         | Nicolas Dupont-Aignan | 15 635  | 4,38 %     |         |            |  |  |
|             | RES         | Jean Lassalle         | 7 348   | 2,06 %     |         |            |  |  |
|             | NPA         | Philippe Poutou       | 4 730   | 1,33 %     |         |            |  |  |
|             | UPR         | François Asselineau   | 2 910   | 0,82 %     |         |            |  |  |
|             | LO          | Nathalie Arthaud      | 2 699   | 0,76 %     |         |            |  |  |
|             | SeP         | Jacques Cheminade     | 755     | 0,21 %     |         |            |  |  |
|             |             |                       |         |            |         |            |  |  |
|             |             |                       | Nombre  | % inscrits | Nombre  | % inscrits |  |  |
| Inscrits    | Inscrits    | Inscrits              | 460 939 |            | 460 919 |            |  |  |
| Abstentions | Abstentions | Abstentions           | 93 363  | 20,25 %    | 105 034 | 22,79 %    |  |  |
| Votants     | Votants     | Votants               | 367 576 | 79,75 %    | 355 885 | 77,21 %    |  |  |
|             |             |                       |         |            |         |            |  |  |
|             |             |                       |         | % votants  |         | % votants  |  |  |
| Blancs      | Blancs      | Blancs                | 7 773   | 1,69 %     | 34 639  | 7,52 %     |  |  |
| Nuls        | Nuls        | Nuls                  | 3 236   | 0,7 %      | 13 654  | 2,96 %     |  |  |
| Exprimés    | Exprimés    | Exprimés              | 356 567 | 77,36 %    | 307 592 | 66,73 %    |  |  |

### 2012
Hollande, désigné par le PS à la suite d'une primaire ouverte, devance Sarkozy dès le premier tour de l'élection présidentielle de 2012 : c'est la première fois qu'un président sortant est ainsi devancé. Au second tour, Sarkozy est battu mais par un écart plus faible qu'attendu.
Dans le Puy-de-Dôme, François Hollande arrive en tête du premier tour avec 33,09 % des exprimés, suivi de Nicolas Sarkozy (21,42 %), Marine Le Pen (15,58 %), Jean-Luc Mélenchon (13,99 %) et François Bayrou (9,95 %). Au second tour, les électeurs ont voté à 60,47 % pour François Hollande contre 39,53 % pour Nicolas Sarkozy avec un taux de participation de 83,76 % des inscrits.
|                | PS             | François Hollande     | 122 244 | 33,09 %    | 212 597 | 60,47 %    |  |  |
|                | UMP            | Nicolas Sarkozy       | 79 124  | 21,42 %    | 138 995 | 39,53 %    |  |  |
|                | FN             | Marine Le Pen         | 57 555  | 15,58 %    |         |            |  |  |
|                | FG             | Jean-Luc Mélenchon    | 51 691  | 13,99 %    |         |            |  |  |
|                | MoDem          | François Bayrou       | 36 771  | 9,95 %     |         |            |  |  |
|                | EELV           | Éva Joly              | 7 549   | 2,04 %     |         |            |  |  |
|                | DLF            | Nicolas Dupont-Aignan | 6 555   | 1,77 %     |         |            |  |  |
|                | NPA            | Philippe Poutou       | 4 595   | 1,24 %     |         |            |  |  |
|                | LO             | Nathalie Arthaud      | 2 372   | 0,64 %     |         |            |  |  |
|                | S&P            | Jacques Cheminade     | 988     | 0,27 %     |         |            |  |  |
|                |                |                       |         |            |         |            |  |  |
|                |                |                       | Nombre  | % inscrits | Nombre  | % inscrits |  |  |
| Inscrits       | Inscrits       | Inscrits              | 449 247 |            | 449 281 |            |  |  |
| Abstentions    | Abstentions    | Abstentions           | 71 581  | 15,93 %    | 72 953  | 16,24 %    |  |  |
| Votants        | Votants        | Votants               | 377 666 | 84,07 %    | 376 328 | 83,76 %    |  |  |
|                |                |                       |         |            |         |            |  |  |
|                |                |                       |         | % votants  |         | % votants  |  |  |
| Blancs ou nuls | Blancs ou nuls | Blancs ou nuls        | 8 222   | 2,18 %     | 24 736  | 6,57 %     |  |  |
| Exprimés       | Exprimés       | Exprimés              | 369 444 | 97,82 %    | 351 592 | 97,82 %    |  |  |

### 2007
Au premier tour de l'élection présidentielle de 2007, Sarkozy réussit à capter une partie des voix de Le Pen et arrive largement en tête. Royal est la première femme qualifiée pour le second tour d'une élection présidentielle. Elle est battue avec une avance de 6 points.
Dans le Puy-de-Dôme, Ségolène Royal arrive en tête du premier tour avec 29,32 % des exprimés, suivie de Nicolas Sarkozy (26,28 %), François Bayrou (20,33 %), Jean-Marie Le Pen (8,2 %) et Olivier Besancenot (5,14 %). Au second tour, les électeurs ont voté à 46,04 % pour Nicolas Sarkozy contre 53,96 % pour Ségolène Royal avec un taux de participation de 86,73 % des inscrits.
|                | PS             | Ségolène Royal       | 111 275 | 29,32 %    | 197 915 | 53,96 %    |  |  |
|                | UMP            | Nicolas Sarkozy      | 99 723  | 26,28 %    | 168 859 | 46,04 %    |  |  |
|                | UDF            | François Bayrou      | 77 146  | 20,33 %    |         |            |  |  |
|                | FN             | Jean-Marie Le Pen    | 31 102  | 8,2 %      |         |            |  |  |
|                | LCR            | Olivier Besancenot   | 19 517  | 5,14 %     |         |            |  |  |
|                | GPA            | Marie-George Buffet  | 8 354   | 2,2 %      |         |            |  |  |
|                | MPF            | Philippe de Villiers | 7 559   | 1,99 %     |         |            |  |  |
|                | SE             | José Bové            | 6 658   | 1,75 %     |         |            |  |  |
|                | LO             | Arlette Laguiller    | 6 138   | 1,62 %     |         |            |  |  |
|                | Les Verts      | Dominique Voynet     | 5 756   | 1,52 %     |         |            |  |  |
|                | CPNT           | Frédéric Nihous      | 4 460   | 1,18 %     |         |            |  |  |
|                | CNRSP          | Gérard Schivardi     | 1 808   | 0,48 %     |         |            |  |  |
|                |                |                      |         |            |         |            |  |  |
|                |                |                      | Nombre  | % inscrits | Nombre  | % inscrits |  |  |
| Inscrits       | Inscrits       | Inscrits             | 443 260 |            | 443 310 |            |  |  |
| Abstentions    | Abstentions    | Abstentions          | 57 492  | 12,97 %    | 58 836  | 13,27 %    |  |  |
| Votants        | Votants        | Votants              | 385 768 | 87,03 %    | 384 474 | 86,73 %    |  |  |
|                |                |                      |         |            |         |            |  |  |
|                |                |                      |         | % votants  |         | % votants  |  |  |
| Blancs ou nuls | Blancs ou nuls | Blancs ou nuls       | 6 272   | 1,63 %     | 17 700  | 4,6 %      |  |  |
| Exprimés       | Exprimés       | Exprimés             | 379 496 | 98,37 %    | 366 774 | 95,4 %     |  |  |

### 2002
Après cinq années de cohabitation, un duel est attendu entre Chirac et le Premier ministre Jospin lors de l'élection présidentielle de 2002, mais, à la surprise générale, ce dernier est devancé par Le Pen au premier tour. Au second tour, Chirac bénéficie du ralliement de la gauche et reçoit un score sans précédent. Il s'agit de la première élection pour un mandat de cinq ans et non plus sept.
Dans le Puy-de-Dôme, Jacques  Chirac arrive en tête du premier tour avec 18,96 % des exprimés, suivi de Lionel  Jospin (16,99 %), Jean-Marie  Le Pen (13,61 %), Arlette Laguiller (7,7 %) et François Bayrou (7,15 %). Au second tour, les électeurs ont voté à 87,05 % pour Jacques  Chirac contre 12,95 % pour Jean-Marie  Le Pen avec un taux de participation de 82,52 % des inscrits.
|                | RPR            | Jacques Chirac          | 57 551  | 18,96 %    | 286 928 | 87,05 %    |  |  |
|                | PS             | Lionel Jospin           | 51 571  | 16,99 %    |         |            |  |  |
|                | FN             | Jean-Marie Le Pen       | 41 307  | 13,61 %    | 42 700  | 12,95 %    |  |  |
|                | LO             | Arlette Laguiller       | 23 363  | 7,7 %      |         |            |  |  |
|                | UDF            | François Bayrou         | 21 691  | 7,15 %     |         |            |  |  |
|                | MC             | Jean-Pierre Chevènement | 19 203  | 6,33 %     |         |            |  |  |
|                | LCR            | Olivier Besancenot      | 17 695  | 5,83 %     |         |            |  |  |
|                | Les Verts      | Noël Mamère             | 15 345  | 5,06 %     |         |            |  |  |
|                | CPNT           | Jean Saint-Josse        | 11 490  | 3,79 %     |         |            |  |  |
|                | PC             | Robert Hue              | 11 123  | 3,67 %     |         |            |  |  |
|                | DL             | Alain Madelin           | 10 482  | 3,45 %     |         |            |  |  |
|                | MNR            | Bruno Mégret            | 6 027   | 1,99 %     |         |            |  |  |
|                | PRG            | Christiane Taubira      | 5 991   | 1,97 %     |         |            |  |  |
|                | Cap21          | Corinne Lepage          | 5 576   | 1,84 %     |         |            |  |  |
|                | FRS            | Christine Boutin        | 3 326   | 1,1 %      |         |            |  |  |
|                | PT             | Daniel Gluckstein       | 1 742   | 0,57 %     |         |            |  |  |
|                |                |                         |         |            |         |            |  |  |
|                |                |                         | Nombre  | % inscrits | Nombre  | % inscrits |  |  |
| Inscrits       | Inscrits       | Inscrits                | 425 500 |            | 425 361 |            |  |  |
| Abstentions    | Abstentions    | Abstentions             | 107 950 | 25,37 %    | 74 346  | 17,48 %    |  |  |
| Votants        | Votants        | Votants                 | 317 550 | 74,63 %    | 351 015 | 82,52 %    |  |  |
|                |                |                         |         |            |         |            |  |  |
|                |                |                         |         | % votants  |         | % votants  |  |  |
| Blancs ou nuls | Blancs ou nuls | Blancs ou nuls          | 14 067  | 4,43 %     | 21 387  | 6,09 %     |  |  |
| Exprimés       | Exprimés       | Exprimés                | 303 483 | 95,57 %    | 329 628 | 93,91 %    |  |  |

### 1995
Après une nouvelle cohabitation et alors que la droite est particulièrement divisée entre Chirac et le Premier ministre Balladur, Jospin réussit à arriver en tête au premier tour de l'élection présidentielle de 1995, malgré la très lourde défaite de la gauche aux législatives de 1993. Au second tour, il est battu par Chirac.
Dans le Puy-de-Dôme, Lionel Jospin arrive en tête du premier tour avec 25,38 % des exprimés, suivi de Jacques Chirac (22,48 %), Édouard Balladur (16,79 %), Jean-Marie Le Pen (11 %) et Robert Hue (9,55 %). Au second tour, les électeurs ont voté à 51,12 % pour Jacques Chirac contre 48,88 % pour Lionel Jospin avec un taux de participation de 82,83 % des inscrits.
|                | PS             | Lionel Jospin        | 83 082  | 25,38 %    | 158 254 | 48,88 %    |  |  |
|                | RPR            | Jacques Chirac       | 73 590  | 22,48 %    | 165 484 | 51,12 %    |  |  |
|                | RPR            | Édouard Balladur     | 54 978  | 16,79 %    |         |            |  |  |
|                | FN             | Jean-Marie Le Pen    | 36 019  | 11 %       |         |            |  |  |
|                | PC             | Robert Hue           | 31 262  | 9,55 %     |         |            |  |  |
|                | LO             | Arlette Laguiller    | 22 638  | 6,92 %     |         |            |  |  |
|                | MPF            | Philippe de Villiers | 13 487  | 4,12 %     |         |            |  |  |
|                | Les Verts      | Dominique Voynet     | 11 320  | 3,46 %     |         |            |  |  |
|                | S&P            | Jacques Cheminade    | 973     | 0,3 %      |         |            |  |  |
|                |                |                      |         |            |         |            |  |  |
|                |                |                      | Nombre  | % inscrits | Nombre  | % inscrits |  |  |
| Inscrits       | Inscrits       | Inscrits             | 415 645 |            | 415 519 |            |  |  |
| Abstentions    | Abstentions    | Abstentions          | 76 590  | 18,43 %    | 71 360  | 17,17 %    |  |  |
| Votants        | Votants        | Votants              | 339 055 | 81,57 %    | 344 159 | 82,83 %    |  |  |
|                |                |                      |         |            |         |            |  |  |
|                |                |                      |         | % votants  |         | % votants  |  |  |
| Blancs ou nuls | Blancs ou nuls | Blancs ou nuls       | 11 706  | 3,45 %     | 20 421  | 5,93 %     |  |  |
| Exprimés       | Exprimés       | Exprimés             | 327 349 | 96,55 %    | 323 738 | 94,07 %    |  |  |

### 1988
Après deux ans de cohabitation, Mitterrand affronte le Premier ministre Chirac lors de l'élection présidentielle de 1988. Le Pen obtient au premier tour un score jusque-là sans précédent pour un parti d'extrême droite. Au second tour, Mitterrand est facilement réélu.
Dans le Puy-de-Dôme, François Mitterrand arrive en tête du premier tour avec 34,21 % des exprimés, suivi de Jacques Chirac (19,6 %), Raymond Barre (17,46 %), Jean-Marie Le Pen (11,58 %) et André Lajoinie (7,11 %). Au second tour, les électeurs ont voté à 54,88 % pour François Mitterrand contre 45,12 % pour Jacques Chirac avec un taux de participation de 86,05 % des inscrits.
|                | PS                    | François Mitterrand | 110 494 | 34,21 %    | 182 213 | 54,88 %    |  |  |
|                | RPR                   | Jacques Chirac      | 63 316  | 19,6 %     | 149 810 | 45,12 %    |  |  |
|                | SE                    | Raymond Barre       | 56 408  | 17,46 %    |         |            |  |  |
|                | FN                    | Jean-Marie Le Pen   | 37 400  | 11,58 %    |         |            |  |  |
|                | PC                    | André Lajoinie      | 22 971  | 7,11 %     |         |            |  |  |
|                | Les Verts             | Antoine Waechter    | 13 021  | 4,03 %     |         |            |  |  |
|                | Communiste rénovateur | Pierre Juquin       | 10 279  | 3,18 %     |         |            |  |  |
|                | LO                    | Arlette Laguiller   | 7 491   | 2,32 %     |         |            |  |  |
|                | MPT                   | Pierre Boussel      | 1 604   | 0,5 %      |         |            |  |  |
|                |                       |                     |         |            |         |            |  |  |
|                |                       |                     | Nombre  | % inscrits | Nombre  | % inscrits |  |  |
| Inscrits       | Inscrits              | Inscrits            | 401 454 |            | 401 047 |            |  |  |
| Abstentions    | Abstentions           | Abstentions         | 70 472  | 17,55 %    | 55 963  | 13,95 %    |  |  |
| Votants        | Votants               | Votants             | 330 982 | 82,45 %    | 345 084 | 86,05 %    |  |  |
|                |                       |                     |         |            |         |            |  |  |
|                |                       |                     |         | % votants  |         | % votants  |  |  |
| Blancs ou nuls | Blancs ou nuls        | Blancs ou nuls      | 7 998   | 2,42 %     | 13 061  | 3,78 %     |  |  |
| Exprimés       | Exprimés              | Exprimés            | 322 984 | 97,58 %    | 332 023 | 96,22 %    |  |  |

### 1981
Lors de l'élection présidentielle de 1981, Giscard d'Estaing arrive en tête au premier tour et affronte, comme la fois précédente, Mitterrand. Pour la première fois, un président sortant est battu : Mitterrand devient le premier président de gauche de la Ve République.
Dans le Puy-de-Dôme, Valéry Giscard d'Estaing arrive en tête du premier tour avec 31,84 % des exprimés, suivi de François Mitterrand (27,99 %), Jacques Chirac (14,55 %), Georges Marchais (13,71 %) et Brice Lalonde (3,76 %). Au second tour, les électeurs ont voté à 52,19 % pour François Mitterrand contre 48,07 % pour Valéry Giscard d'Estaing avec un taux de participation de 88,02 % des inscrits.
|                | UDF            | Valéry Giscard d'Estaing | 101 027 | 31,84 %    | 159 560 | 48,07 %    |  |  |
|                | PS             | François Mitterrand      | 88 820  | 27,99 %    | 172 403 | 51,93 %    |  |  |
|                | RPR            | Jacques Chirac           | 46 148  | 14,55 %    |         |            |  |  |
|                | PC             | Georges Marchais         | 43 495  | 13,71 %    |         |            |  |  |
|                | MEP            | Brice Lalonde            | 11 940  | 3,76 %     |         |            |  |  |
|                | LO             | Arlette Laguiller        | 9 194   | 2,9 %      |         |            |  |  |
|                | MRG            | Michel Crépeau           | 6 094   | 1,92 %     |         |            |  |  |
|                | Divers droite  | Marie-France Garaud      | 4 073   | 1,28 %     |         |            |  |  |
|                | PSU            | Huguette Bouchardeau     | 3 372   | 1,06 %     |         |            |  |  |
|                | Divers droite  | Michel Debré             | 3 109   | 0,98 %     |         |            |  |  |
|                |                |                          |         |            |         |            |  |  |
|                |                |                          | Nombre  | % inscrits | Nombre  | % inscrits |  |  |
| Inscrits       | Inscrits       | Inscrits                 | 387 673 |            | 387 529 |            |  |  |
| Abstentions    | Abstentions    | Abstentions              | 66 086  | 17,05 %    | 46 443  | 11,98 %    |  |  |
| Votants        | Votants        | Votants                  | 321 587 | 82,95 %    | 341 086 | 88,02 %    |  |  |
|                |                |                          |         |            |         |            |  |  |
|                |                |                          |         | % votants  |         | % votants  |  |  |
| Blancs ou nuls | Blancs ou nuls | Blancs ou nuls           | 4 315   | 1,34 %     | 9 123   | 2,67 %     |  |  |
| Exprimés       | Exprimés       | Exprimés                 | 317 272 | 98,66 %    | 331 963 | 97,33 %    |  |  |

### 1974
L'élection présidentielle de 1974 est une élection anticipée à la suite de la mort de Pompidou. Mitterrand, candidat unique de la gauche, est largement en tête au premier tour devant Giscard d'Estaing, qui distance lui-même Chaban-Delmas. Au terme d'une campagne animée, marquée par un débat télévisé tendu, Giscard d'Estaing l'emporte avec une très courte avance.
Dans le Puy-de-Dôme, Valéry Giscard d'Estaing arrive en tête du premier tour avec 45,06 % des exprimés, suivi de François Mitterrand (42,5 %), Jacques Chaban-Delmas (4,37 %), Arlette Laguiller (3,54 %) et Jean Royer (1,85 %). Au second tour, les électeurs ont voté à 52,19 % pour Valéry Giscard d'Estaing contre 47,81 % pour François Mitterrand avec un taux de participation de 89,14 % des inscrits.
|                | RI             | Valéry Giscard d'Estaing | 126 833 | 45,06 %    | 152 916 | 52,19 %    |  |  |
|                | PS             | François Mitterrand      | 119 630 | 42,5 %     | 140 103 | 47,81 %    |  |  |
|                | UDR            | Jacques Chaban-Delmas    | 12 288  | 4,37 %     |         |            |  |  |
|                | LO             | Arlette Laguiller        | 9 971   | 3,54 %     |         |            |  |  |
|                | SE             | Jean Royer               | 5 203   | 1,85 %     |         |            |  |  |
|                | SE, écologiste | René Dumont              | 2 918   | 1,04 %     |         |            |  |  |
|                | FN             | Jean-Marie Le Pen        | 1 547   | 0,55 %     |         |            |  |  |
|                | MDSF           | Émile Muller             | 1 194   | 0,42 %     |         |            |  |  |
|                | FCR            | Alain Krivine            | 984     | 0,35 %     |         |            |  |  |
|                | NAR            | Bertrand Renouvin        | 479     | 0,17 %     |         |            |  |  |
|                | MFE            | Jean-Claude Sebag        | 309     | 0,11 %     |         |            |  |  |
|                |                |                          |         |            |         |            |  |  |
|                |                |                          | Nombre  | % inscrits | Nombre  | % inscrits |  |  |
| Inscrits       | Inscrits       | Inscrits                 | 332 576 |            | 332 327 |            |  |  |
| Abstentions    | Abstentions    | Abstentions              | 49 131  | 14,77 %    | 36 077  | 10,86 %    |  |  |
| Votants        | Votants        | Votants                  | 283 445 | 85,23 %    | 296 250 | 89,14 %    |  |  |
|                |                |                          |         |            |         |            |  |  |
|                |                |                          |         | % votants  |         | % votants  |  |  |
| Blancs ou nuls | Blancs ou nuls | Blancs ou nuls           | 1 961   | 0,69 %     | 3 231   | 1,09 %     |  |  |
| Exprimés       | Exprimés       | Exprimés                 | 281 484 | 99,31 %    | 293 019 | 98,91 %    |  |  |

### 1969
L'élection présidentielle de 1969 est une élection anticipée à la suite de la démission de De Gaulle. La gauche se lance désunie dans la course et, bien que Duclos (PCF) manque de le devancer, c'est le président par intérim Poher qui accède au second tour face à l'ex-Premier ministre Pompidou. Alors que Duclos refuse d'appeler à voter au second tour pour « bonnet blanc ou blanc bonnet », Pompidou est finalement largement élu.
Dans le Puy-de-Dôme, Georges Pompidou arrive en tête du premier tour avec 44,55 % des exprimés, suivi de Jacques Duclos (22,54 %), Alain Poher (18,99 %), Gaston Defferre (7,3 %) et Michel Rocard (4,27 %). Au second tour, les électeurs ont voté à 60,11 % pour Georges Pompidou contre 39,89 % pour Alain Poher avec un taux de participation de 67,82 % des inscrits.
|                | UDR            | Georges Pompidou | 108 421 | 44,55 %    | 121 627 | 60,11 %    |  |  |
|                | PC             | Jacques Duclos   | 54 853  | 22,54 %    |         |            |  |  |
|                | CD             | Alain Poher      | 46 204  | 18,99 %    | 80 719  | 39,89 %    |  |  |
|                | SFIO           | Gaston Defferre  | 17 763  | 7,3 %      |         |            |  |  |
|                | PSU            | Michel Rocard    | 10 404  | 4,27 %     |         |            |  |  |
|                | SE             | Louis Ducatel    | 3 220   | 1,32 %     |         |            |  |  |
|                | LC             | Alain Krivine    | 2 505   | 1,03 %     |         |            |  |  |
|                |                |                  |         |            |         |            |  |  |
|                |                |                  | Nombre  | % inscrits | Nombre  | % inscrits |  |  |
| Inscrits       | Inscrits       | Inscrits         | 323 866 |            | 323 738 |            |  |  |
| Abstentions    | Abstentions    | Abstentions      | 77 705  | 23,99 %    | 104 167 | 32,18 %    |  |  |
| Votants        | Votants        | Votants          | 246 161 | 76,01 %    | 219 571 | 67,82 %    |  |  |
|                |                |                  |         |            |         |            |  |  |
|                |                |                  |         | % votants  |         | % votants  |  |  |
| Blancs ou nuls | Blancs ou nuls | Blancs ou nuls   | 2 791   | 1,13 %     | 17 225  | 7,84 %     |  |  |
| Exprimés       | Exprimés       | Exprimés         | 243 370 | 98,87 %    | 202 346 | 92,16 %    |  |  |

### 1965
L'élection présidentielle de 1965 est la première élection au suffrage universel direct à la suite du référendum d'octobre 1962. De Gaulle est mis en ballottage, à la surprise générale, par Mitterrand, candidat unique de la gauche. La campagne du second tour est axée sur l'Europe et les relations internationales ainsi que sur l'armement nucléaire. De Gaulle est finalement réélu avec une large avance.
Dans le Puy-de-Dôme, Charles de Gaulle arrive en tête du premier tour avec 40,93 % des exprimés, suivi de François Mitterrand (35,53 %), Jean Lecanuet (14,23 %), Jean-Louis Tixier-Vignancour (5,56 %) et Pierre Marcilhacy (2,45 %). Au second tour, les électeurs ont voté à 51,72 % pour Charles de Gaulle contre 48,28 % pour François Mitterrand avec un taux de participation de 82,62 % des inscrits.
|                | UNR            | Charles de Gaulle            | 105 756 | 40,93 %    | 131 735 | 51,72 %    |  |  |
|                | CIR            | François Mitterrand          | 91 811  | 35,53 %    | 122 990 | 48,28 %    |  |  |
|                | MRP            | Jean Lecanuet                | 36 771  | 14,23 %    |         |            |  |  |
|                | SE             | Jean-Louis Tixier-Vignancour | 14 375  | 5,56 %     |         |            |  |  |
|                | PLE            | Pierre Marcilhacy            | 6 320   | 2,45 %     |         |            |  |  |
|                | SE             | Marcel Barbu                 | 3 338   | 1,29 %     |         |            |  |  |
|                |                |                              |         |            |         |            |  |  |
|                |                |                              | Nombre  | % inscrits | Nombre  | % inscrits |  |  |
| Inscrits       | Inscrits       | Inscrits                     | 315 776 |            | 315 834 |            |  |  |
| Abstentions    | Abstentions    | Abstentions                  | 55 192  | 17,48 %    | 54 903  | 17,38 %    |  |  |
| Votants        | Votants        | Votants                      | 260 584 | 82,52 %    | 260 931 | 82,62 %    |  |  |
|                |                |                              |         |            |         |            |  |  |
|                |                |                              |         | % votants  |         | % votants  |  |  |
| Blancs ou nuls | Blancs ou nuls | Blancs ou nuls               | 2 213   | 0,85 %     | 6 206   | 2,38 %     |  |  |
| Exprimés       | Exprimés       | Exprimés                     | 258 371 | 99,15 %    | 254 725 | 97,62 %    |  |  |